# Arcade (John Abercrombie)
| Recensione                          | Giudizio |
| ----------------------------------- | -------- |
| AllMusic                            |          |
| The Rolling Stone Jazz Record Guide |          |

Arcade è un album del chitarrista John Abercrombie (a nome John Abercrombie Quartet) registrato nel 1978 e pubblicato dall'etichetta discografica ECM.

## Tracce

### LP
Lato A
1. Arcade – 9:36 (John Abercrombie)
2. Nightlake – 5:31 (Richie Beirach)
3. Paramour – 5:06 (John Abercrombie)

Lato B
1. Neptune – 7:30 (Richie Beirach)
2. Alchemy – 11:31 (Richie Beirach)

## Formazione
- John Abercrombie - chitarra, mandolino elettrico
- Richie Beirach - pianoforte
- George Mraz - contrabbasso
- Peter Donald - batteria

Note aggiuntive
- Manfred Eicher - produttore
- Registrazioni effettuate nel dicembre del 1978 al Talent Studio di Oslo (Norvegia)
- Jan Erik Kongshaug - ingegnere delle registrazioni
- Dieter Rehm - fotografia copertina album
- Barbara Wojirsch - design copertina album[5]